# Kisszőlős
Kisszőlős è un comune dell'Ungheria di 132 abitanti (dati 2001). È situato nella contea di Veszprém.